# Delbert Mann

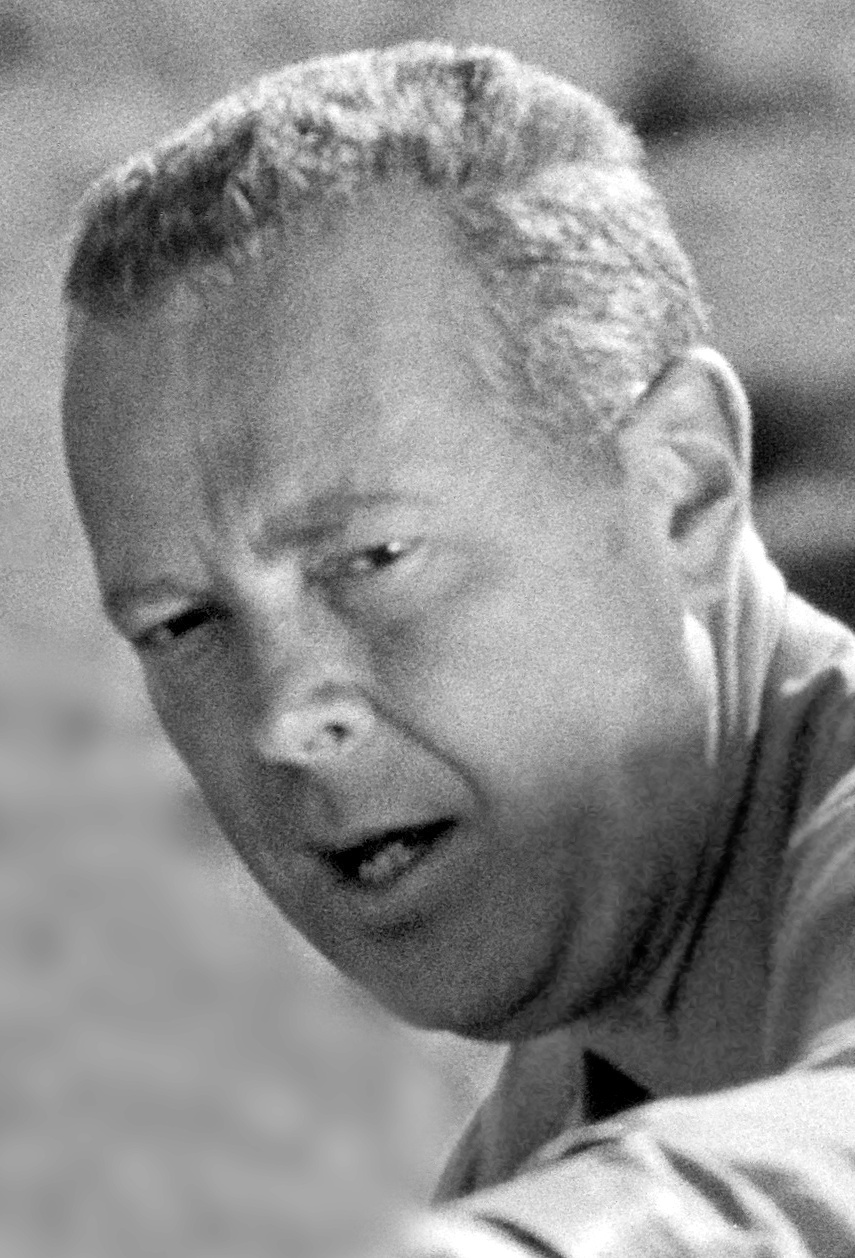
Delbert Mann (1967)

Delbert Martin Mann (* 30. Januar 1920 in Lawrence, Kansas; † 11. November 2007 in Los Angeles; eigentlich Delbert Martin Mann Jr.) war ein US-amerikanischer Film- und Fernsehregisseur.

## Leben und Karriere
Delbert Mann machte 1941 seinen Abschluss in Politikwissenschaften an der Vanderbilt University, anschließend diente er im Zweiten Weltkrieg als Bomberpilot und später als Nachrichtenoffizier. Nach Kriegsende studierte er mithilfe der G. I. Bill an der Yale School of Drama, wo er einen Abschluss in Regie machte. Er arbeitete an einem Regionaltheater in South Carolina als Regisseur, als er 1949 durch den befreundeten Fernsehproduzenten Fred Coe einen Vertrag bei der NBC erhielt. Delbert Mann konnte im Zeitalter des „live televisions“ schnell mit live aufgezeichneten Fernsehfilmen auf sich aufmerksam machen, in denen er auch berühmte wie anspruchsvolle Theaterautoren wie William Inge oder Eugene O’Neill für das Publikum erfolgreich inszenierte. Insgesamt führte er bis in die späten 1950er Jahre bei weit über 100 Fernsehaufzeichnungen die Regie.
Im Jahr 1953 inszenierte Mann den rund 50-minütigen Fernsehfilm Marty nach einem Drehbuch von Paddy Chayefsky, was für ihn zum Sprungbrett nach Hollywood werden sollte: Marty kam so gut an, dass eine gleichnamige Kinoverfilmung entstand, bei der Mann ebenfalls Regie führen durfte. Für seinen ersten Kinofilm wurde Mann 1956 mit dem Oscar für die beste Regie ausgezeichnet, nachdem der Film neben zahlreichen anderen Preisen bereits 1955 die Goldene Palme als bester Film beim 8. Filmfestival von Cannes gewonnen hatte. Auf Basis der Drehbücher von Paddy Chayefsky inszenierte Mann in der Folge die Filme Die Junggesellenparty und Mitten in der Nacht. Der „Slice of Life“-Aspekt dieser Filme, den unglamurösen Alltag durchschnittlich wirkender Personen zeigten, war damals in Hollywood besonders. Ebenfalls mit zwei Oscars ausgezeichnet wurde Manns starbesetzter Film Getrennt von Tisch und Bett (1958) nach einem Theaterstück von Terence Rattigan. Außerdem drehte er die Komödien Ein Pyjama für zwei (1961) und Ein Hauch von Nerz (1962) mit Doris Day.
Im New Hollywood der 1970er Jahre fand sich Mann nicht wieder. Ab Ende der 1960er Jahre inszenierte er vor allem für das Fernsehen, bei einigen Produktionen fungierte er auch als Produzent. Im Fernsehen machte er sich vor allem einen Namen mit Literaturverfilmungen von Klassikern wie Jane Eyre, Heidi, David Copperfield oder Im Westen nichts Neues. Einer seiner wenigen späteren Kinofilme war Mit dem Wind nach Westen (1981) (mit Beau Bridges) über die Ballonflucht aus der DDR. Mann ließ seine Karriere in den 1990er Jahren ausklingen, als Regisseur war er insgesamt an 65 Film- und Fernsehproduktionen beteiligt.
Von 1967 bis 1971 war Mann Vorsitzender der Directors Guild of America, der amerikanischen Gewerkschaft der Regisseure. Die Directors Guild of America ehrte ihn im weiteren Verlauf seiner Karriere mit dem Robert B. Aldrich Achievement Award (1997) sowie dem Honorary Life Member Award (2002). Bereits 1960 erhielt Mann einen Stern auf dem Hollywood Walk of Fame.
Mann war von 1941 bis zu ihrem Tod 2001 mit Ann Caroline Gillespie verheiratet, aus der Ehe gingen vier Kinder hervor. Er starb im Alter von 87 Jahren an einer Lungenentzündung.

## Filmografie (Auswahl)
- 1953: Marty (Fernsehfilm)[4]
- 1955: Marty
- 1957: Die Junggesellenparty (The Bachelor Party)
- 1958: Begierde unter Ulmen (Desire Under the Elms)
- 1958: Getrennt von Tisch und Bett (Separate Tables)
- 1959: Mitten in der Nacht (Middle of the Night)
- 1960: Das Dunkel am Ende der Treppe (The Dark at the Top of the Stairs)
- 1960: Der Außenseiter (The Outsider)
- 1961: Ein Pyjama für zwei (Lover Come Back)
- 1962: Ein Hauch von Nerz (That Touch of Mink)
- 1963: Der Kommodore (A Gathering of Eagles)
- 1964: Die Frau seines Herzens (Dear Heart)
- 1964: Rasch, bevor es schmilzt (Quick, Before it Melts)
- 1966: Gesicht ohne Namen (Mister Buddwing)
- 1967: Die Lady und ihre Gauner (Fitzwilly)
- 1968: Heidi kehrt heim (Heidi, Fernsehfilm)
- 1968: Die Schurken von Bolivar (The Pink Jungle)
- 1970: David Copperfield (Fernsehfilm)
- 1971: Jane Eyre – Eine Frau kämpft um ihr Glück (Jane Eyre, Fernsehfilm)
- 1971: Entführt (Kidnapped)
- 1972: No Place to Run (Fernsehfilm)
- 1973: Der Mann ohne Vaterland (The Man Without a Country, Fernsehfilm)
- 1975: Ein Mädchen, ein Muli und Omas Whisky, auch Ein Mädchen namens Sooner (A Girl Named Sooner, Fernsehfilm)
- 1976: Birch Interval
- 1976: Der Fall Gary Powers (Francis Gary Poweers: The True Story of the U-2 Spy Incident, Fernsehfilm)
- 1978: Wie ein Blitz aus heiterem Himmel (Breaking Up, Fernsehfilm)
- 1979: Von der Liebe zerrissen (Torn Between Two Lovers, Fernsehfilm)
- 1979: Im Westen nichts Neues (All Quiet on the Western Front, Fernsehfilm)
- 1981: Mit dem Wind nach Westen (Night Crossing)
- 1983: Brontë
- 1984: Wie ein Faustschlag (Love Leads the Way, Fernsehfilm)
- 1986: The Last Days of Patton (Fernsehfilm)
- 1988: Ein Tag im April (April Morning, Fernsehfilm)
- 1991: Seeschlacht von Virginia (Ironclads, Fernsehfilm)
- 1992: Ein Recht zu leben (An Incident in Baltimore, Fernsehfilm)
- 1993: Oftmals trügt der Schein (Incident in a Small Town, Fernsehfilm)
- 1994: Lily (Lily in Winter, Fernsehfilm)
- 1994: Blutsbande – Eine Familie zerbricht (Incident in a Small Town, Fernsehfilm)